# Chalscelio orapa
Chalscelio orapa (лат.) — ископаемый вид мелких наездников из семейства Jurapriidae надсемейства Chalcidoidea, единственный в роде Chalscelio. Меловой период: туронский ярус (около 90 млн лет). Южная Африка: Ботсвана (Orapa).

## Описание
Мелкие перепончатокрылые насекомые, длина 2,2 мм; длина передних крыльев — 1,2 мм. В усиках 13 сохранившихся члеников (булава состоит из 5 сегментов). Пронотум удлинённый. Отпечаток обнаружен в Южной Африке (Ботсвана, Orapa). Верхний мел (туронский ярус). 
Вид был впервые описан в 2004 году российским гименоптерологом и палеоэнтомологом Александром Павловичем Расницыным (Палеонтологический институт РАН, Москва) и южноафриканским энтомологом Денисом Бразерсом (Denis J. Brothers; School of Biological and Conservation Sciences, Университет Квазулу-Натал, Scottsville, Питермарицбург, ЮАР). Название виду (Chalscelio orapa) дано по месту обнаружения типовой серии (Orapa, Ботсвана). В родовом названии Chalscelio зафиксированы имена надсемейства Chalcidoidea и Scelionidae, признаки которых скомбинированы в ископаемом таксоне. Возможно, таксон Chalscelio является сестринским ко всем Chalcidoidea; предварительно Chalscelio включён в семейство Jurapriidae.